# 大學會堂

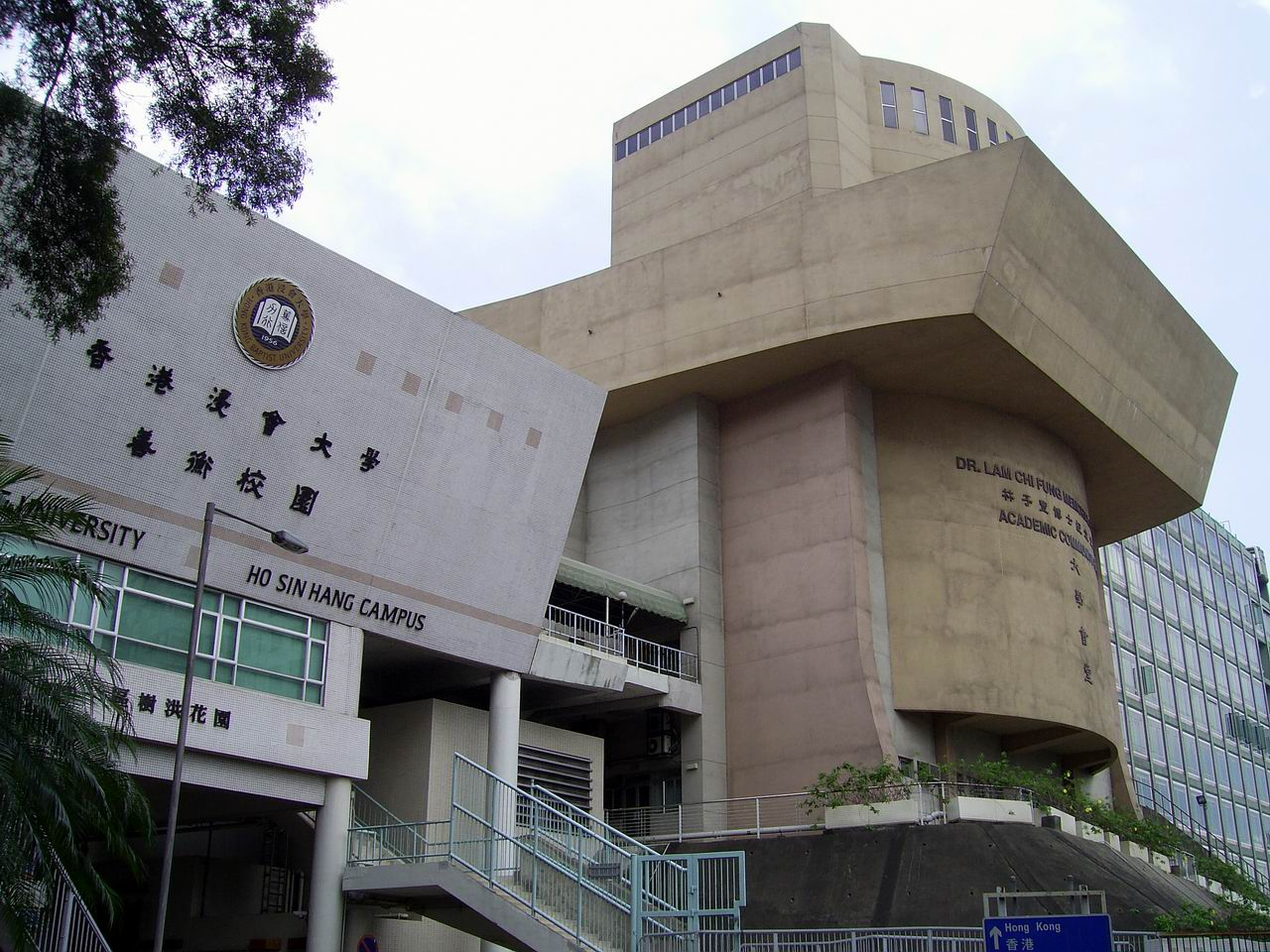
大學會堂（右方建築）

大學會堂（英語：Academic Community Hall），簡稱AC Hall，是香港的一個會堂，位於香港九龍塘窩打老道香港浸會大學善衡校園之內，鄰近九龍塘站。
大學會堂曾經有不少享譽國際及香港不同類別的藝術表演團體或人士在該處演出，表演項目包括流行音樂會、古典樂曲、舞台劇、電視特備節目，以及電影首映禮等等。

## 歷史

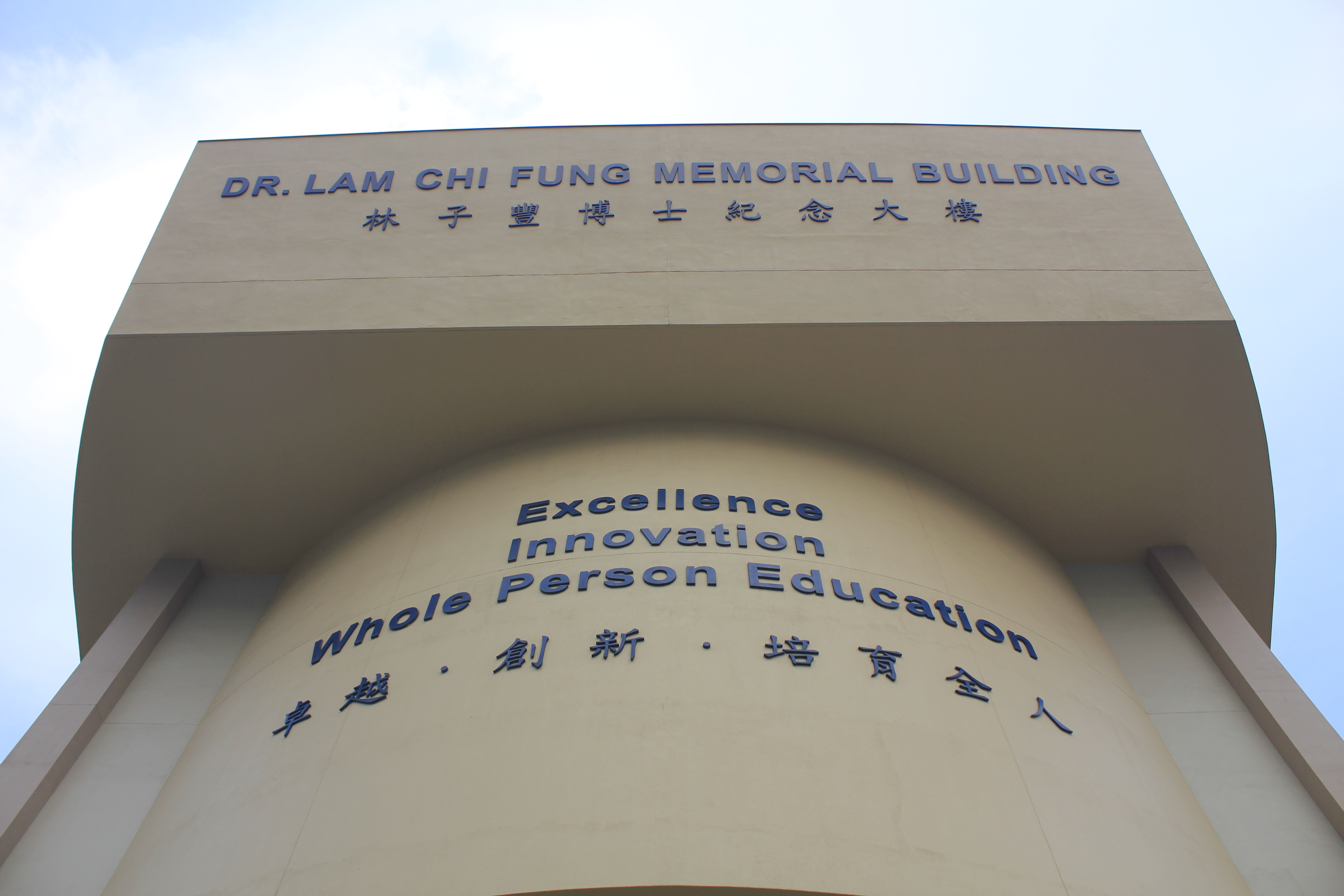
大學會堂面向窩打老道的立面

大學會堂前稱大專會堂。1960年代末期，香港浸會大學前身香港浸會書院的第一任校長林子豐博士，提出興建一個會堂，作為舉行各類學校典禮之用的構思。1970年，他捐出50萬港元用於興建會堂，並由香港著名建築師甘銘（Eric Cumine）負責這項建築工程，屬現代主義中的粗獷主義風格，後期裝修設計改由呂元祥建築師事務所負責。1971年，林子豐博士在工程展開前逝世，因此校方為表揚他的貢獻，決定把擴大禮堂的規模，興建林子豐博士紀念大樓。校方希望該會堂落成後，能夠成為大學和鄰近社區的文化中心和聯繫。
大專會堂於1978年5月啟用，由於當時的香港缺乏藝術表演場地，大專會堂因此成為本地其中一個主要的藝術表演場地。直至1983年位於九龍紅磡的香港體育館落成後，大專會堂的地位才被取代。1994年，隨著香港浸會學院升格為香港浸會大學，大專會堂亦改名為大學會堂至今。
隨著浸大校方在2017年推展善衡校園重建工程，會堂亦將拆卸重建。

### 冠名風波
2012年2月，浸會大學校方為答謝理文化工主席李衛少琦捐款2,500萬港元，建議將大學會堂改名為「李衛少琦會堂」，引起校友及師生強烈反對，校方最終取消改名安排。

## 建築
大學會堂建築設計獨特：由正門通往大堂入口的寬闊梯級，成為了會堂的獨特標記。大學會堂內有演奏廳、貴賓房、大堂及數個展覽場地等設施。演奏廳以木地板鋪設，共有1,346個紅色座位。

## 外部連結
- 大學會堂官方網站（页面存档备份，存于）（繁體中文）（英文）
- 香港浸會大學官方網站（页面存档备份，存于）（繁體中文）（简体中文）（英文）

22°20′28″N 114°10′47″E / 22.341175°N 114.179634°E